# Luis Héctor Villalba
Luis Héctor Villalba (ur. 11 października 1934 w Buenos Aires), argentyński duchowny katolicki, arcybiskup Tucumán w latach 1999–2011, kardynał.

## Życiorys
Święcenia kapłańskie otrzymał 24 września 1960.

## Episkopat
20 października 1984 papież Jan Paweł II mianował go biskupem pomocniczym archidiecezji Buenos Aires, ze stolicą tytularną Aufinium. Sakry biskupiej udzielił mu 22 grudnia 1984 kardynał Juan Carlos Aramburu.
16 lipca 1991 Jan Paweł II mianował go biskupem ordynariuszem San Martín.
8 lipca 1999 został mianowany arcybiskupem metropolią Tucumán. 10 czerwca 2011 przeszedł na emeryturę.
4 stycznia 2015 ogłoszony kardynałem przez Papieża Franciszka. Insygnia nowej godności odebrał 14 lutego.